# باول يانس
باول يانس (بالهولندية: Paul Jans)‏ (5 أغسطس 1981 بفيخل في هولندا - ) هو لاعب كرة قدم هولندي في مركز الهجوم. لعب مع إن إي سي نيميخن ودين بوستش وروت فايس إيسن وفي في في فينلو وفيربرودرينغ دندر إندرخت هكلغام ‏ وDe Treffers ‏.

## روابط خارجية
- باول يانس على موقع قاعدة بيانات كرة القدم.إي يو (الإنجليزية)
- باول يانس على موقع عالم كرة القدم.نت (الإنجليزية)